# Goera paragoda
Goera paragoda är en nattsländeart som beskrevs av Schmid 1958. Goera paragoda ingår i släktet Goera och familjen grusrörsnattsländor. Inga underarter finns listade i Catalogue of Life.